# یاسر جبرائیلی
سید یاسر جبرائیلی (زادهٔ ۱۱ آذر ۱۳۶۳) پژوهشگر اقتصاد سیاسی و نویسنده ایرانی است. او عضو هیئت علمی پژوهشگاه علوم انسانی و مطالعات فرهنگی و از دی ۱۳۹۸ تا تیر ۱۴۰۳ رئیس مرکز ارزیابی و نظارت راهبردی اجرای سیاست‌های کلی نظام در مجمع تشخیص مصلحت نظام بوده‌است‌.
جبرائیلی از تدوین‌کنندگان برنامهٔ اقتصادی سید ابراهیم رئیسی در دولت سیزدهم جمهوری اسلامی ایران و از گزینه‌های کابینه او بود اما نهایتاً در کابینه وارد نشد.

## زندگی شخصی و تحصیلات
سید یاسر جبرائیلی در ۱۱ آذر ۱۳۶۳ در روستای فخرآباد از توابع مشگین‌شهر به دنیا آمد. به گفتهٔ وبگاهش، نسب او از سمت پدر به موسی کاظم می‌رسد. جبرائیلی در سال ۱۳۸۴ ازدواج کرد و چهار فرزند دارد.
جبرائیلی در کنکور کارشناسی، رشته آموزش زبان انگلیسی را برگزید و در دانشگاه تربیت دبیر شهید رجایی پذیرفته شد. پس از اتمام دوره کارشناسی، با کسب رتبه ۲۱ در کنکور کارشناسی ارشد، وارد رشته آموزش زبان انگلیسی دانشگاه تهران شد اما پس از دو ترم تحصیل، انصراف داده و مجدداً در رشته روابط بین‌الملل در کنکور شرکت کرد. با کسب رتبه ۱۶ بار دیگر وارد دانشگاه تهران شد و از میان مباحث و دروس روابط بین‌الملل، اقتصاد سیاسی بین المل را انتخاب کرد. پایان‌نامه کارشناسی ارشد او در حوزه اقتصاد سیاسی با موضوع حمایت هوشمند از تولید داخلی و پیشرفت اقتصادهای ملی: یک مطالعه تطبیقی انتقادی بود. او دوره دکتری را نیز در رشته اندیشه سیاسی در پژوهشگاه علوم انسانی و مطالعات فرهنگی گذراند و از رساله خود با عنوان اندیشه سیاسی سازکار تعیین رهبر در نظام جمهوری اسلامی از منظر مردم سالاری دینی دفاع کرد.

## فعالیت‌های اجرایی
جبرائیلی در ۲۱ سالگی وارد روزنامه کیهان شد. در سال ۱۳۹۰ به عنوان معاون پژوهش و آموزش خبرگزاری فارس منصوب شد. در خرداد ۱۳۹۷ با حکم سید ابراهیم رئیسی، رئیس مرکز مطالعات اقتصادی آستان قدس و سپس عضو هیئت مدیره مؤسسه قدس آستان قدس شد. او در سال ۱۳۹۷ به عنوان مشاور اقتصاد مقاومتی کل سپاه پاسداران انقلاب اسلامی منصوب شد. جبرائیلی عضو هیئت مؤسس پژوهشکده سیاست پژوهی و مطالعات راهبردی حکمت است. جبرائیلی در دی ماه سال ۱۳۹۸ به عنوان رئیس مرکز ارزیابی و نظارت راهبردی منصوب شد. جبرائیلی سابقه عضویت در هیئت مدیره روزنامه جوان و هیئت مدیره روزنامه قدس را نیز در کارنامه داشته است

## دیدگاه‌ها

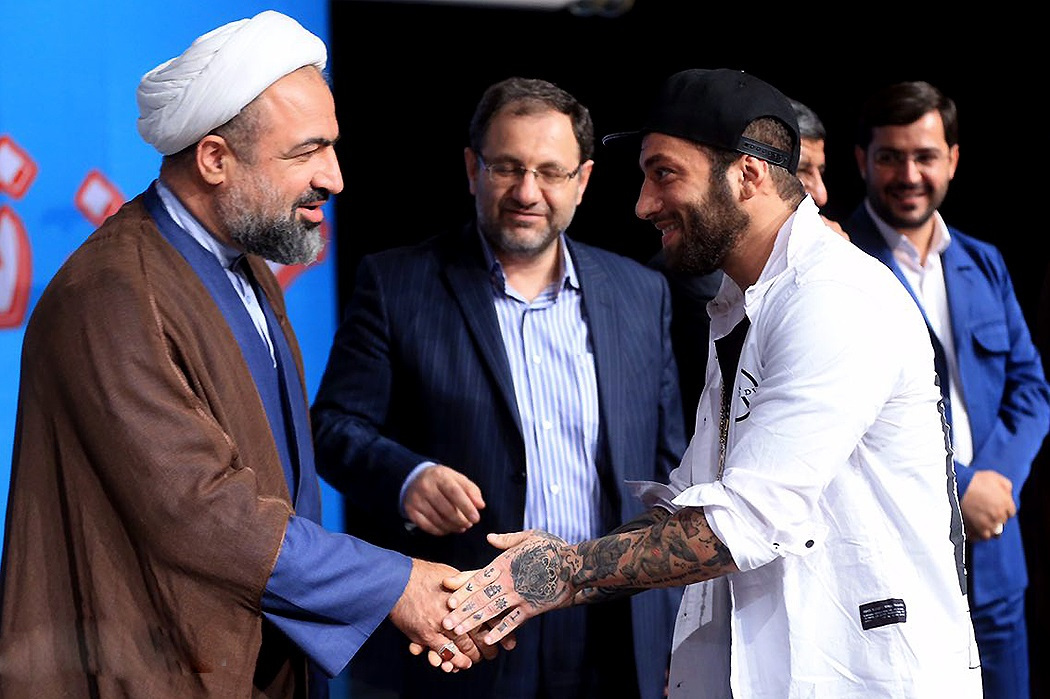
جیرائیلی (اول از سمت راست) در مراسم سالگرد خبرگزاری فارس، در کنار امیر تتلو و حمید رسایی

او منتقد برجام و پیوستن به اف‌ای‌تی‌اف و مخالف توسعه جغرافیایی مناطق آزاد است.جبرائیلی از اعضای «جریان گام دوم انقلاب اسلامی» است.

#### ممنوعیت ورود واکسن خارجی
در دوران شیوع کرونا، جبرائیلی با حمایت از ستاد اجرایی برای ساخت واکسن اعلام کرد «واکسن خارجی به هیچ وجه نباید خریداری شود» و خواهان فسخ قراردادهای خرید واکسن توسط وزارت بهداشت از خارج کشور شد؛ اما سپس ستاد اجرایی نتوانست واکسن کرونا رو به شکل گسترده تولید و توزیع کند در نتیجه تعداد کشته‌های ایران روز به روز افزایش پیدا کرد تا در نهایت دولت رئیسی به‌طور کامل این دیدگاه را کنار گذاشت و موج کشته‌های کرونا در ایران افول کرد. او همچنین از افرادی که درخواست خرید واکسن خارجی را می‌کنند انتقاد کرد و آنها را جریانی دانست که به «ما می‌توانیم» اعتقاد ندارند. جبرائیلی در زمان دنیاگیری کوید ۱۹ در ایران، مردم را به تحریم واکسن خارجی کرونا فراخواند.

#### درخواست مسدودیت شبکه‌های اجتماعی خارجی و معاند
آبان‌ماه ۱۳۹۸ و چندی پس از اعتراضات بنزینی آن سال، جبرائیلی خواستار مسدودسازی همه شبکه‌های اجتماعی خارجی شد و مسدودسازی موقت آن زمان را هم به دولت نسبت داد: «شبکه‌های اجتماعی خارجی بحمدالله با تدبیر دولت برای مقابله با ناآرامی‌ها از دسترس خارج شده‌اند» او افزوده بود که دقیقاً به همین دلیلی که هم‌اکنون این شبکه‌ها از دسترس خارج شده‌اند، همیشه باید چنین باشد. تفاوت وضع کنونی با سایر اوقات این است که امروز خسارات این شبکه‌ها کاملاً آشکار و ملموس است، اما در سایر مواقع، خسارات به‌قدری پنهان است که محسوس نیست. دولت همچنان که برای مقابله با اغتشاشات خیابانی این شبکه‌ها را مسدود کرد، باید برای مقابله با اغتشاشات فرهنگی نیز برای همیشه این شبکه‌ها را مسدود نماید.

#### انتقاد از دولت ابراهیم رئیسی
بعد از گذشت حدود یکسال از عمر دولت رییسی، جبرائیلی انتقادهای تندی از قوه مجریه و خصوصاً تیم اقتصادی دولت به رهبری مخبر را آغاز کرد. در هنگامه حذف ارز ترجیحی در اردیبهشت ۱۴۰۱، او در توییتی نوشت: «حذف ارز ۴۲۰۰ و افزایش قیمت بنزین را یک توطئه تمام‌عیار علیه رییسی می‌دانم. چنان‌که فردای فاجعه آبان ۹۸ خبری و سخنی از بچه‌های شیکاگو که اردیبهشت ۹۸ به اتفاق IMF شوک‌درمانی را طراحی کردند، نبود، این‌بار نیز چنین خواهد شد و انگشت اتهام به سمت رئیس‌جمهور نشانه خواهد رفت.»
توئیت او واکنش گسترده‌ای در فضای مجازی داشت و کسانی چون مالک شریعتی نیز واکنش تندی به او نشان داد: «اینکه با حذف دلار جهانگیری مخالفید و دلیل هم دارید، اصلاً ایرادی ندارد اما اینکه برای فروکردن حرفت به ذهن مخاطب، با تکرار دروغ گران‌شدن بنزین، دارید با آبان ۹۸، «این‌همانی» درست می‌کنید، اگر نامردی نباشد، حتماً با نظر کارشناسی و عدالت‌خواهی فرسنگ‌ها فاصله دارد.»
اما جبرائیلی انتقادها را ادامه داد تا آنجا که خامنه‌ای در یک سخنرانی از حذف این ارز علناً حمایت کرد.

#### توافق پاریس
جبرائیلی از منتقدان اجرای توافق زیست‌محیطی پاریس است. او استدلال کرده که کند شدن رشد ظرفیت نیروگاهی و عدم تزریق گاز به نیروگاه‌ها در ایران به خاطر اجرای این توافق، موجب قطعی برق در ایران شده است که از سوی سایت فکت‌نامه بی‌اساس دانسته شده است.

#### فضای مجازی
جبرائیلی پس از اتفاقات آبان ۹۸، با استقبال از مسدودسازی شبکه‌های مجازی در این اتفاقات، خواهان این شد که تمامی شبکه‌های اجتماعی خارجی برای همیشه مسدود شوند.

#### برجام
دیماه ۱۳۹۶ جبرائیلی در مناظره‌ای با مهدی رحمانیان مدیرمسئول روزنامه شرق مدعی شد که متن برجام ۱۴ ماه پیش از توافق، توسط گروه بین‌المللی بحران نوشته شده است. وزارت امور خارجه در بیانیه‌ای به این اظهارات واکنش نشان داد و اعلام کرد: «اینکه در میانه راه یک مؤسسه مطالعاتی پیشنهادهایی را برای پایین آمدن مذاکره کنندگان آمریکایی از مواضع خود مطرح نماید و آنها هم قبول نمایند، اتفاقاً نقطه‌قوت مذاکره‌کنندگان ایرانی است». جبرائیلی پس از خروج دونالد ترامپ از برجام طی مقاله‌ای در پایگاه اینترنتی الجزیره انگلیسی، اقدام ترامپ را یک موهبت برای اقتصاد ایران توصیف کرد.

#### اف‌ای‌تی‌اف
جبرائیلی دربارهٔ اف‌ای‌تی‌اف معتقد است که محدودیت‌های بانکی ایران ناشی از تحریم‌های آمریکا است و معتقد است پس از لغو تحریم‌ها اگر این محدودیت‌ها پابرجا بود، باید استانداردهای اف‌ای‌تی‌اف را اجرا کرد.

## حضور در فضای مجازی
حضور جبرائیلی در اینترنت بازتاب‌های مختلفی داشته است. او در شبکه افق عکس اشتباهی به مخاطبان نشان داد و گفت:مردم آمریکا به صف ایستادند تا طلای خود را تحویل دولت دهند. که مشخص شد صف دونات بوده است که بعد از این اشتباه، کاربران شبکه‌های اجتماعی به او لقب یاسر دونات دادند. سایت فکت نامه با بررسی این ادعا، نوشت که اصل سخن جبرائیلی دربارهٔ «فرمان اجرایی سال ۱۹۳۳ دولت آمریکا برای جمع‌آوری طلای مردم» درست بوده است، اما عکسی که او در آن برنامه منتشر کرده پیش از این در سال ۲۰۱۶ میلادی در وب سایت هاف‌پست (هافینگتون پست) با موضوع مرتبط با تحویل طلا به فدرال رزرو منتشر شده بود و همین موضوع باعث شده تا او نیز این اشتباه را تکرار کند.
در انتقاد از روحانی که با واکنش دهباشی واکنش گسترده در توئیتر شد.
سایت دیده‌بان ایران در گزارشی مدعی شد که پشت پرده اکانت‌های سایبری اصولگرا که علیه دولت رئیسی فعالیت می‌کنند یاسر جبرائیلی است.
جبرائیلی با انتشار پست اینستاگرامی در مرداد ۱۴۰۰ اعلام کرد پسر ۱۱ ساله‌اش به خاطر خواندن نماز اول وقت، دقایقی از ساختمان پزشکان که بلافاصله پس از اذان ظهر پخش می‌شود را از دست می‌دهد و در ادامه آن روز با گریه و نخوردن ناهار گذشته است. بعد از چند ساعت از انتشار این پست، مدیر شبکه نسیم به ارسال پیامی اعلام می‌کند «این مسئله را از فردا حل خواهند کرد». انتشار این خبر باعث انتقادات باعنوان آقازادگی در شبکه‌های اجتماعی شد و با کارزار میلیونی بازگشت برنامه نود مقایسه شد.
از جمله دیگر موارد قابل توجه حضور یاسر جبرائیلی در اینترنت می‌توان به موارد زیر اشاره کرد:
- اخراج از مجمع تشخیص: کانال اصلاحات نیوز در گزارشی مدعی شد که دبیر مجمع تشخیص مصلحت نظام، یاسر جبرائیلی را به دلیل چابک‌سازی، عدم نیاز مجمع به او و مفید نبودن به شکل تحقیرآمیزی از این نهاد اخراج کرده است.[نیازمند منبع]
- تمسخر رقبا در مناظرات: او در مناظره‌ای در سال ۱۳۹۸ با ترکان مشاور روحانی، در شبکه سه حاضر شد، اما بعد از این مناظره انتقادات از او شدت گرفت چرا که با خنده‌های مداوم و تمسخر طرف مقابل شان مناظرات را از بین برده بود و دیگر در مناظرات تلویزیونی حضور نیافت.[۴۱][۴۲][منبع بهتری نیاز است] حتی در مواردی او اعلام کرد در مناظرات حضور می‌یابد اما نرفت و این مسئله به واکنش شدید بسیج دانشجویی دانشگاه شریف را در پی داشت.[۴۳][۴]

سید یاسر جبرائیلی پس از کشته شدن ابراهیم رئیسی اقدام به دریافت مجوز روزنامه «حکمران» نمود که بدون نوبت رسیدگی در کمترین زمان مجوز او توسط وزارت فرهنگ و ارشاد اسلامی صادر گردید.